# سبز أباد (سميرم)
سبز أباد هي قرية في مقاطعة سميرم، إيران. يقدر عدد سكانها بـ 54 نسمة بحسب إحصاء 2016.